# Schwarzer János Lajos
Schwarzer János Lajos (névváltozat: Schwartzer, németül: Johann Ludwig von Schwarzer) (Rügen szigete, Svédország, 1734. – Cádiz, Spanyolország, 1801. december 18.) báró, esztergomi kanonok.

## Élete
Protestáns családban született. Apja, aki svéd nemes családból származott, kapitány volt egy lovasezredben, fiát is zászlótartónak adta be a Sparr ezredbe, mely Stralsundban feküdt. Schwarzer az akkori svéd–porosz háborúban csakhamar lovas-vadász századossá lépett elő. 1756-ban hadifogságba került és Stettibe szállították. Fogságából szabadulva, Bécsbe utazott, ahol Michael Denis jezsuita költővel ismerkedett meg, akinek rábeszélésére áttért a római katolikus vallásra. 1767-ben már a pozsonyi káptalan tagja volt; 1770-ben esztergomi kanonok lett; 1771. február 9-én pedig nagyszombati plébánossá választották. Nemsokára casari apáttá és apostoli protonotáriussá is kinevezték. 1778. február 13-án bosoni választott püspök lett. 1779. április 23-án lemondott plébániájáról és elnyerte az újonnan visszaállított nyitrai nagyprépostság javadalmát, megtartván ezúttal az esztergomi kanoniát is. 1780. január 30-án iktatták be állására. Midőn 1780-ben Lukácsy János nyitrai káptalani helytartó meghalt, a káptalan reá bízta az egyházmegye kormányzását. 1780 májusában megkapta a káptalani helynöki kinevezést. Kezdetben ezen megbizatásának meg is felelt, de később folytonos utazgatással töltötte idejét. Így az 1782-83 telét is egy orosz herceg kiséretében Franciaországban töltötte. Ezen költséges kedvtelése következtében az anyagi tönk szélére jutott, és közel 34 000 forintnyi adósságba verte magát. Az esztergomi káptalan ennélfogva 1783-ban zár alá vette jövedelmét és a 800 forintnyi személyi járandóságon felül lévő összeget lefoglalta. 1783. április 26-án gondnokság alá helyezték, s augusztus 23-án II. József császár, miután a megengedett időn túl tartózkodott külföldön, összes javadalmaitól megfosztotta. 1792-ben kapott kegyelmet, 1794-ben azonban ismét sikerült neki a váci káptalanban javadalomhoz jutnia. Kortársai mint jeles szónokot ismerték. Utolsó éveit Cádizban töltötte, ott is hunyt el.

## Munkái
- Lobrede auf den heiligen Stephanus König von Ungarn. Gehalten an dessen Festtage in der Domkirche zu Tyrnau. Tyrnau, 1771.
- Rede an... Herrn Anton Grafen von Réva, Bischoffen zu Neutra, ... als er das Bissthum antrat, gehalten zu Neutra 1780. den 15. Novemb. Uo. (Latinul. Uo. 1780.)